# Echinospartum boissieri
Echinospartum boissieri är en ärtväxtart som först beskrevs av Édouard Spach, och fick sitt nu gällande namn av Werner Hugo Paul Rothmaler. Echinospartum boissieri ingår i släktet Echinospartum och familjen ärtväxter. IUCN kategoriserar arten globalt som livskraftig. Inga underarter finns listade i Catalogue of Life.

## Bildgalleri

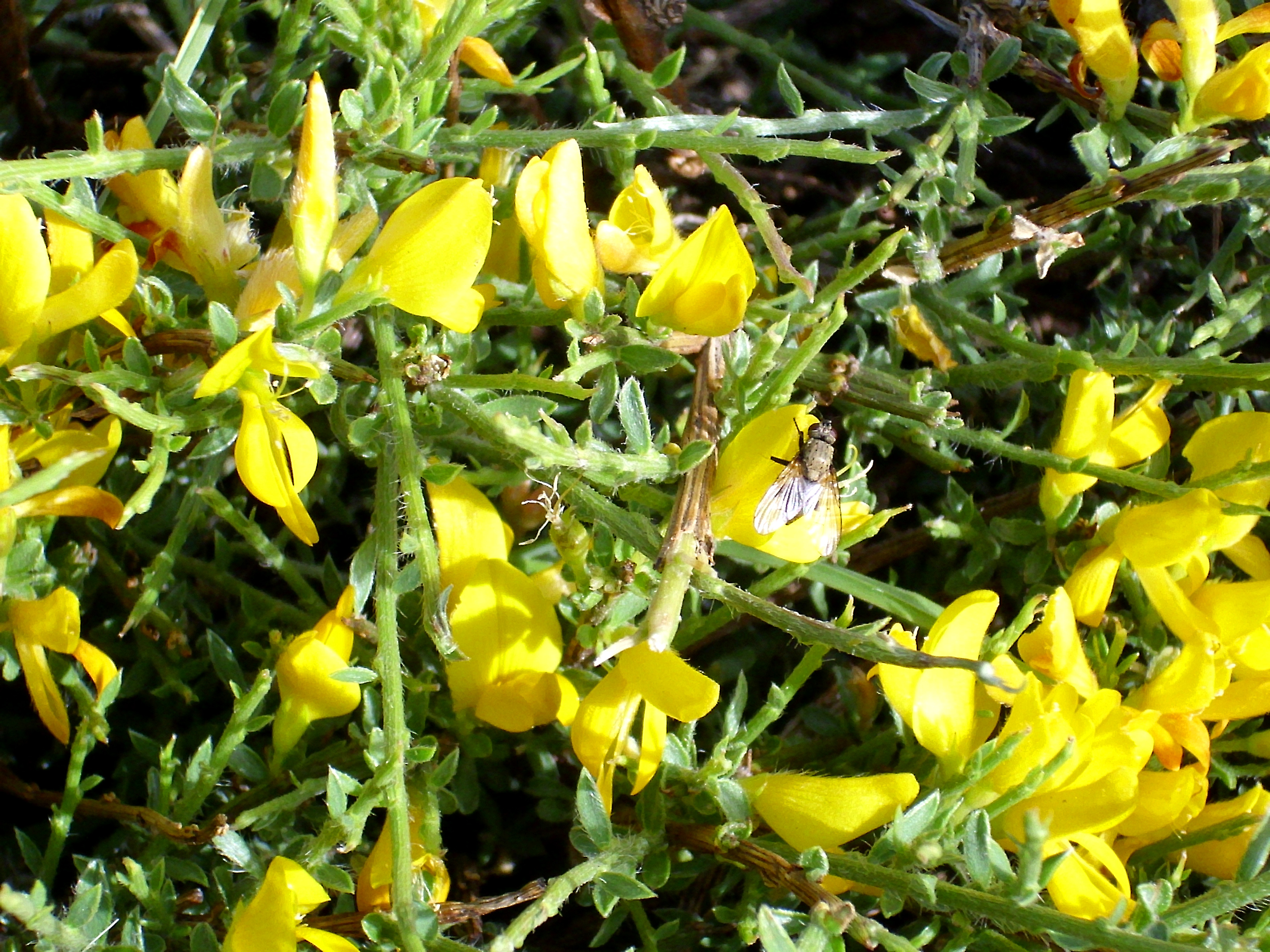